# Azpa
Azpa es una localidad española y un concejo de la Comunidad Foral de Navarra perteneciente al municipio del Valle de Egüés. Su población en 2013 era de 28 habitantes (INE).

## Geografía
Azpa se sitúa en el extremo sureste del Valle de Egüés. Es el último de los pueblos del valle al que se accede desde la carretera autonómica NA-150.

## Historia
Su pequeño tamaño no lo priva de interés ya que, al igual que muchos otros concejos de la zona, es un antiguo señorío y conserva vestigios de su rango, como por ejemplo el palacio del vizconde de Azpa y marqués de Fontellas, cuya familia aparece involucrada en la famosa batalla de Maya/Amaiur donde los últimos defensores del Reino de Navarra fueron definitivamente derrotados por las tropas castellanas.

## Demografía
| Gráfica de evolución demográfica de Azpa entre 2000 y 2023 |
|                                                            |

## Deportes
En Azpa existe actualmente un campo de tiro con arco situado en medio de un hermoso paraje de trigales y campos de cereal. Aquí se celebraron recientemente los últimos campeonatos de Navarra.